# Чарланово
Чарла́ново (рос. Чарланово) — присілок в Ярському районі Удмуртії, Росія.

## Населення
Населення — 21 особа (2010, 42 у 2002).
Національний склад станом на 2002 рік:
- удмурти — 100 %